# Tursunzoda

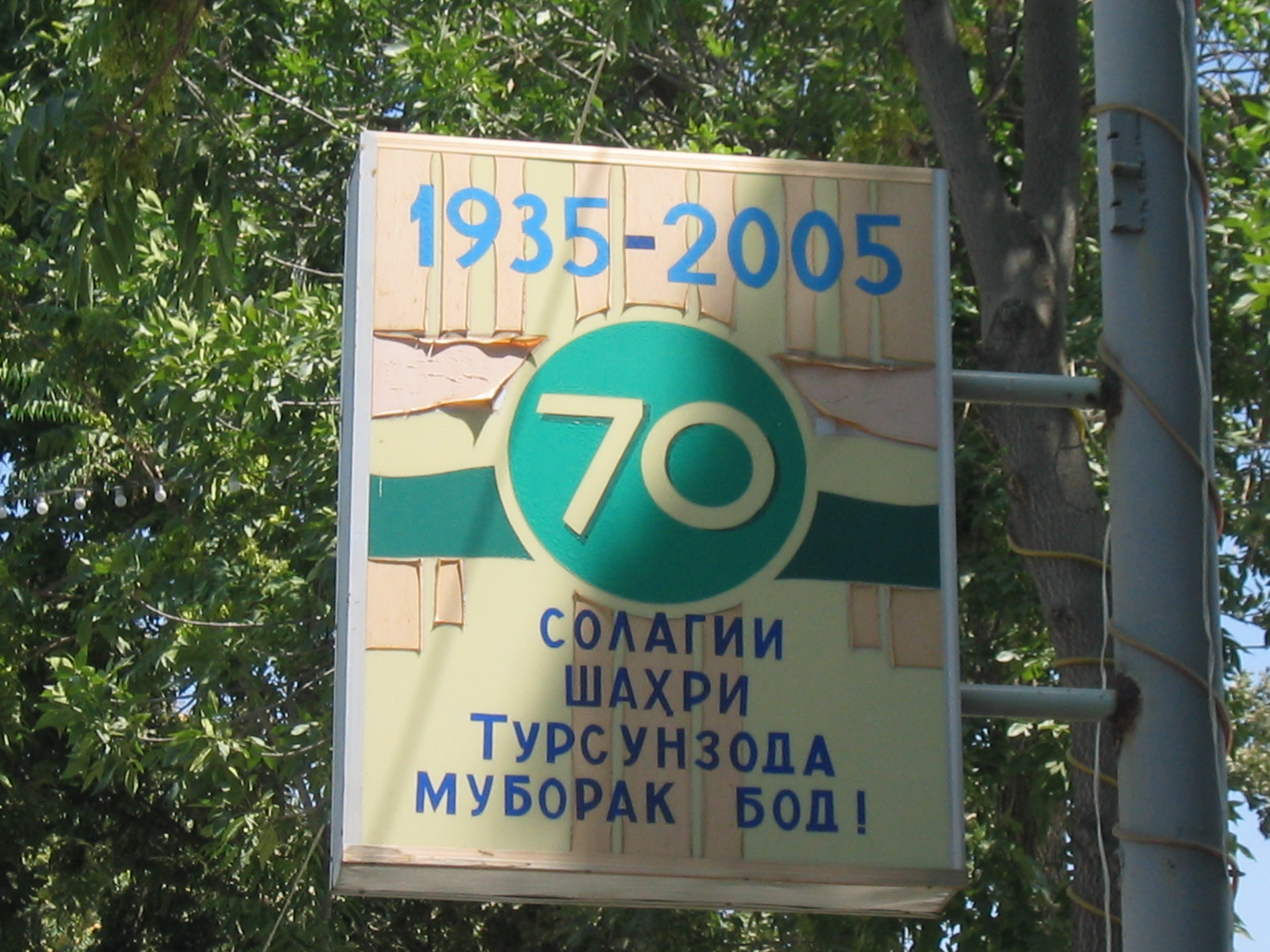
Cartello celebrativo dei 70 anni della città

Tursunzoda (in tagico Турсунзода?; in russo Турсунзаде?, Tursunzade) è una città di 37.000 abitanti del Tagikistan occidentale. Sorge a 60 km dalla capitale Dušanbe e 40 km a est di Hisor, vicino al confine con l'Uzbekistan. Si trova nei Distretti di Subordinazione Repubblicana
Il territorio attorno a Tursunzoda è solcato da numerosi fiumi, tra cui lo Širkent e il Karatag, rispettivamente a ovest e a est della città, e il Kofarnihon, più a est.
La popolazione è passata dai 40.600 abitanti del censimento del 1989 ai 39.000 del 2000 e ai 37.000 del 2006.
La città ospita due stazioni televisive, la TV-REGAR e la TV-TADAZ, due giornali, l'Aluminij Tojikiston e il Regar, e una stazione radiofonica.

## Storia
Tursunzoda originariamente era il villaggio di Regar, cioè "città sulla sabbia". Nel 1978 la città e il distretto circostante furono rinominati in onore del poeta nazionale tagiko Mirzo Tursunzoda. La stazione ferroviaria, però, si chiama ancora Regar.

## Economia

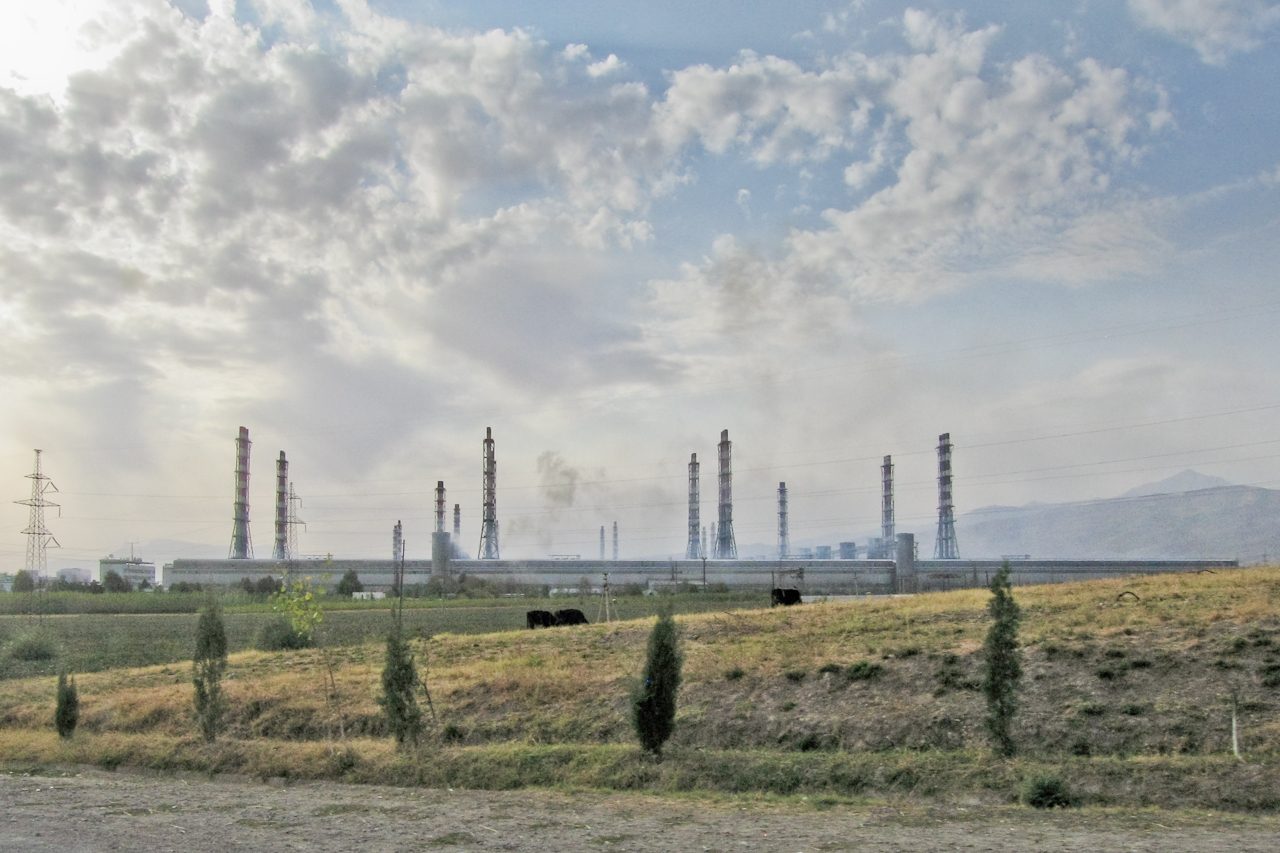
Gli stabilimenti TALCO a Tursunzoda

La città è nota perché sede degli stabilimenti TadAZ, azienda leader nella fusione dell'alluminio.
In poco tempo la città si è sviluppata sensibilmente, passando da villaggio rurale a centro agricolo di rilievo nella zona occidentale della valle Gissar (Hisor). Particolarmente fiorente è la produzione frutticola (specie del pompelmo) e di verdure, che si aggiungono alla coltura del cotone. L'irrigazione garantita dai fiumi ha permesso al distretto di Tursunzoda di sviluppare la coltivazione del riso (1.400 tonnellate prodotte, il 13% della produzione di riso del Tagikistan nel 2006. Negli anni sessanta, con l'istituzione della centrale idroelettrica Nurek Dam sul fiume Vakhš, la città divenne un centro industriale.